# Tom Cooper (Autor)
Tom Cooper (* 1970 in Wien) ist ein österreichischer Autor, Analyst, Enthüllungsjournalist, und Illustrator zur militärischen Luftfahrt.

## Leben
Nach beruflicher Tätigkeit im weltweiten Transportgeschäft – während der er ausgedehnte Reisen in Europa und den Nahen Osten unternahm – wurde er als Enthüllungsjournalist und Illustrator in spezialisierten Militärluftfahrtzeitschriften aktiv. Dabei konzentriere er sich auf kleinere, wenig bekannte Luftstreitkräfte und Luftkriege, vor allem im Nahen Osten und Afrika. Deren Erfahrungen und Berichte finden sich in seinen Büchern und Artikeln.
Cooper machte Ende der 1990er-Jahre durch seine Online-Veröffentlichungen auf der Website ACIG (Air Combat Information Group, vormals ACIG.org, seit 2013: ACIG.info) auf sich aufmerksam. Seine ersten drei Bücher – Iran-Iraq War in the Air, 1980–1988, Iranian F-4 Phantom II Units in Combat und Iranian F-14 Tomcat Units in Combat – bieten einen Einblick in Operationen der iranischen Luftwaffe während des Ersten Golfkrieges (1980–1988). Sie fanden zwar wenig Interesse im deutschen Sprachraum, verursachten aber eine Welle weiterer Veröffentlichungen im Iran und im Irak, und fanden viel Aufmerksamkeit in den USA. Es folgten zwei weitere Buchreihen: African MiGs (zwei Bände) und Arab MiGs (sechs Bände) die einen Einblick in die Einsatzgeschichte der MiG- und Suchoi-Jagdbomber in 30 verschiedenen Ländern Afrikas und im Nahen Osten darstellen.
Seit Februar 2022 berichtet Cooper über den russischen Überfall auf die Ukraine, zuerst auf Medium, anschließend auf Substack. Dabei wurde er unter anderem von Forbes oder der Neue Zürcher Zeitung zitiert.

## Bücher
- mit Farzad Bishop: Iran–Iraq War in the Air, 1980–1988. Schiffer Publishing, 2003, ISBN 0-7643-1669-9.
- mit Farzad Bishop: Iranian F-4 Phantom II Units in Combat. Osprey Publishing, Oxford 2003, ISBN 1-84176-658-5.
- mit Farzad Bishop: Iranian F-14 Tomcat Units in Combat. Osprey Publishing, Oxford 2004, ISBN 1-84176-787-5.
- mit David Nicolle: Arab MiG-19 and MiG-21 Units in Combat. Osprey Publishing, Oxford 2004, ISBN 1-84176-655-0.
- mit Farzad Bishop, Ahmad Sadik: La Guerre Iran-Iraq: Les Combat Aériens. Teil 1. Éditions LELA PRESSE, 2007.
- mit Farzad Bishop, Ahmad Sadik: La Guerre Iran-Iraq: Les Combat Aériens. Teil 2. Éditions LELA PRESSE, 2007.
- mit Ahmad Sadik: Iraqi Fighters: 1953–2003: Camouflage and Markings. Harpia Publishing, Houston 2008, ISBN 978-0-615-21414-6.
- mit David Nicolle: Arab MiGs. Band 1: Mikoyan i Gurevich MiG-15 and MiG-17 in Service with Air Forces of Algeria, Egypt, Iraq, Morocco and Syria. Harpia Publishing, Houston 2009, ISBN 978-0-9825539-2-3.
- mit Babak Taghvaee, Liam F Devlin: IRIAF 2010: The Modern Iranian Air Force. Harpia Publishing, Houston 2010, ISBN 978-0-9825539-3-0.
- mit Peter Weinert, Fabian Hinz, Mark Lepko: African MiGs: MiGs and Sukhois in Service in Sub-Saharan Africa. Band 1: Angola to Ivory Coast. Harpia Publishing, Houston 2010, ISBN 978-0-9825539-5-4.
- mit David Nicolle: Arab MiGs. Band 2: Supersonic Fighters: 1956–1967. Harpia Publishing, Houston 2011, ISBN 978-0-9825539-6-1.
- mit Peter Weinert, Fabian Hinz, Mark Lepko: African MiGs: MiGs and Sukhois in Service in Sub-Saharan Africa. Band 2: Madagascar to Zimbabwe. Harpia Publishing, Houston 2011, ISBN 978-0-9825539-8-5.
- mit David Nicolle, Lon Nordeen, Patricia Salti: Arab MiGs. Band 3: The June 1967 War. Harpia Publishing, Houston 2012, ISBN 978-0-9825539-9-2.
- mit Andreas Rupprecht: Modern Chinese Warplanes. Harpia Publishing, Houston 2012, ISBN 978-0-9854554-0-8.
- mit David Nicolle, Lon Nordeen, Patricia Salti, Martin Smisek: Arab MiGs Volume 4: Attrition War 1967–1973. Harpia Publishing, Houston 2013 by Harpia Publishing, ISBN 978-0-9854554-1-5.
- Great Lakes Holocaust: The First Congo War, 1996–1997. Helion & Company, 2013, ISBN 978-1-909384-65-1.
- Great Lakes Conflagration: The Second Congo War, 1998–2003. Helion & Company, 2013, ISBN 978-1-909384-66-8.
- mit David Nicolle, Holger Müller, Lon Nordeen, Martin Smisek: Arab MiGs. Band 5: October 1973 War. Teil 1. Harpia Publishing, Houston 2014, ISBN 978-0-9854554-4-6.
- Wings over Ogaden: The Ethiopian-Somali War, 1978–1979. Helion & Company, 2014, ISBN 978-1-909982-38-3.
- mit David Nicolle, Albert Grandolini, Lon Nordeen, Martin Smisek: Arab MiGs. Band 6: October 1973 War. Teil 2. Harpia Publishing, Houston 2015, ISBN 978-0-9854554-6-0.
- mit Albert Grandolini, Arnaud Delalande: Libyan Air Wars. Teil 1: 1973–1985. Helion & Company, 2015, ISBN 978-1-909982-39-0.
- Syrian Conflagration: the Civil War, 2011–2013. Helion & Company, 2015, ISBN 978-1-910294-10-9.
- mit Adrien Fontanellaz: Wars and Insurgencies of Uganda, 1971–1994. Helion & Company, 2016. ISBN 978-1-910294-55-0.
- mit Adrien Fontanellaz: The Rwandan Patriotic Front, 1990–1994. 2015, Helion & Company, 2016. ISBN 978-1-910294-56-7.
- mit Albert Grandolini, Arnaud Delalande: Libyan Air Wars, Part 2: 1985–1986. Helion & Company, 2016, ISBN 978-1-910294-53-6.
- mit Doug Dildy: F-15 Eagle versus MiG-23/25: Iraq 1991. Osprey Publishing Company, 2016. ISBN 978-1-4728-1270-4.
- mit E. R. Hooton, Farzin Nadimi: The Iran-Iraq War, Volume 1: The Battle for Khuzestan, September 1980 - May 1982. Helion & Company, 2016. ISBN 978-1-911096-56-6.
- mit E. R. Hooton, Farzin Nadimi: The Iran-Iraq War, Volume 2: Iran Strikes back, June 1982 - December 1986. Helion & Company, 2016. ISBN 978-1-911096-57-3.
- mit Patricia Salti: Hawker Hunters at War: Iraq and Jordan, 1958–1967. Helion & Company, 2016. ISBN 978-1-911096-25-2.
- mit David Nicolle, Gabr Ali Gabr: Wings over Sinai: The Egyptian Air Force During the Sinai War, 1956. Helion & Company, 2017. ISBN 978-1-911096-61-0.